# Лукинское (Бокситогорский район)
Лукинское — деревня в Лидском сельском поселении Бокситогорского района Ленинградской области.

## История
Деревня Лукинское упоминается на карте Новгородского наместничества 1792 года А. М. Вильбрехта.
Согласно X-ой ревизии 1857 года:

ЛУКИНСКОЕ — деревня, принадлежит Самсоновой (Унковскому): хозяйств — 14, жителей: 23 м. п., 25 ж. п., всего 48 чел.

По земской переписи 1895 года:

  
ЛУКИНСКОЕ — деревня, крестьяне бывшие Самсоновой (Унковского): хозяйств — 16, жителей: 50 м. п., 55 ж. п., всего 105 чел.

В конце XIX — начале XX века деревня административно относилась к Верховско-Вольской волости 1-го земского участка 3-го стана Устюженского уезда Новгородской губернии.

ЛУКИНСКОЕ (ДАЛЬНИЕ СКВЕРЫ) — деревня Скверского сельского общества, число дворов — 22, число домов — 35, число жителей: 73 м. п., 61 ж. п.; Занятие жителей: земледелие, лесные заработки. Колодцы. Смежна с усадьбой Лукинское. 

ЛУКИНСКОЕ (СКВЕРЫ) — усадьба П. Д. Унковского, число дворов — 2, число домов — 3, число жителей: 3 м. п., 3 ж. п.; Занятие жителей: земледелие. Река Нежиковка. Смежна с деревней Лукинское. (1910 год)

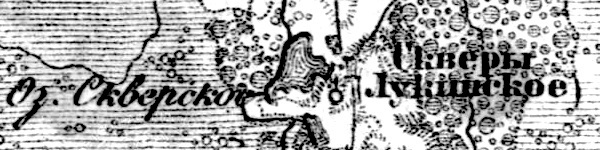
Деревня Лукинское на карте 1917 года

Согласно карте Новгородской губернии 1917 года, деревня называлась Скверы (Лукинское), в деревне находилась часовня.
С 1917 по 1927 год деревня входила в состав Советской волости Устюженского уезда Череповецкой губернии. 
С 1927 года, в составе Скверского сельсовета Ефимовского района.
В 1928 году население деревни составляло 154 человека.
По данным 1933 года деревня Лукинское входила в состав Скверского сельсовета Ефимовского района.
С 1965 года, в составе Бокситогорского района.
По данным 1966 года деревня Лукинское также входила в состав Скверского сельсовета Бокситогорского района.
По данным 1973 и 1990 годов деревня Лукинское входила в состав Заборьевского сельсовета.
В 1997 году в деревне Лукинское Заборьевской волости проживали 5 человек, в 2002 году — 3 человека (все русские).
В 2007 году в деревне Лукинское Заборьевского сельского поселения постоянного населения не было, в 2010 году — проживали 4 человека.
Со 2 июня 2014 года — в составе вновь созданного Лидского сельского поселения Бокситогорского района.
В 2015 году в деревне Лукинское Лидского СП проживали 2 человека.

## География
Деревня расположена в восточной части района на автодороге Лидь — Бор, к северо-западу от деревни Ольеши.
Расстояние до посёлка Заборье — 28 км.
Расстояние до ближайшей железнодорожной станции Заборье — 29 км. 
Деревня находится на правом берегу реки Нижиковка.

## Демография
| 1997 | 2002 | 2007 | 2010 | 2017 |
| ---- | ---- | ---- | ---- | ---- |
| 5    | ↘3   | ↘0   | ↗4   | ↘0   |